# Sioux Center
Sioux Center è una città degli Stati Uniti d'America, situata nello Stato dell'Iowa, nella Contea di Sioux.